# نظرية مؤامرة الاحتباس الحراري

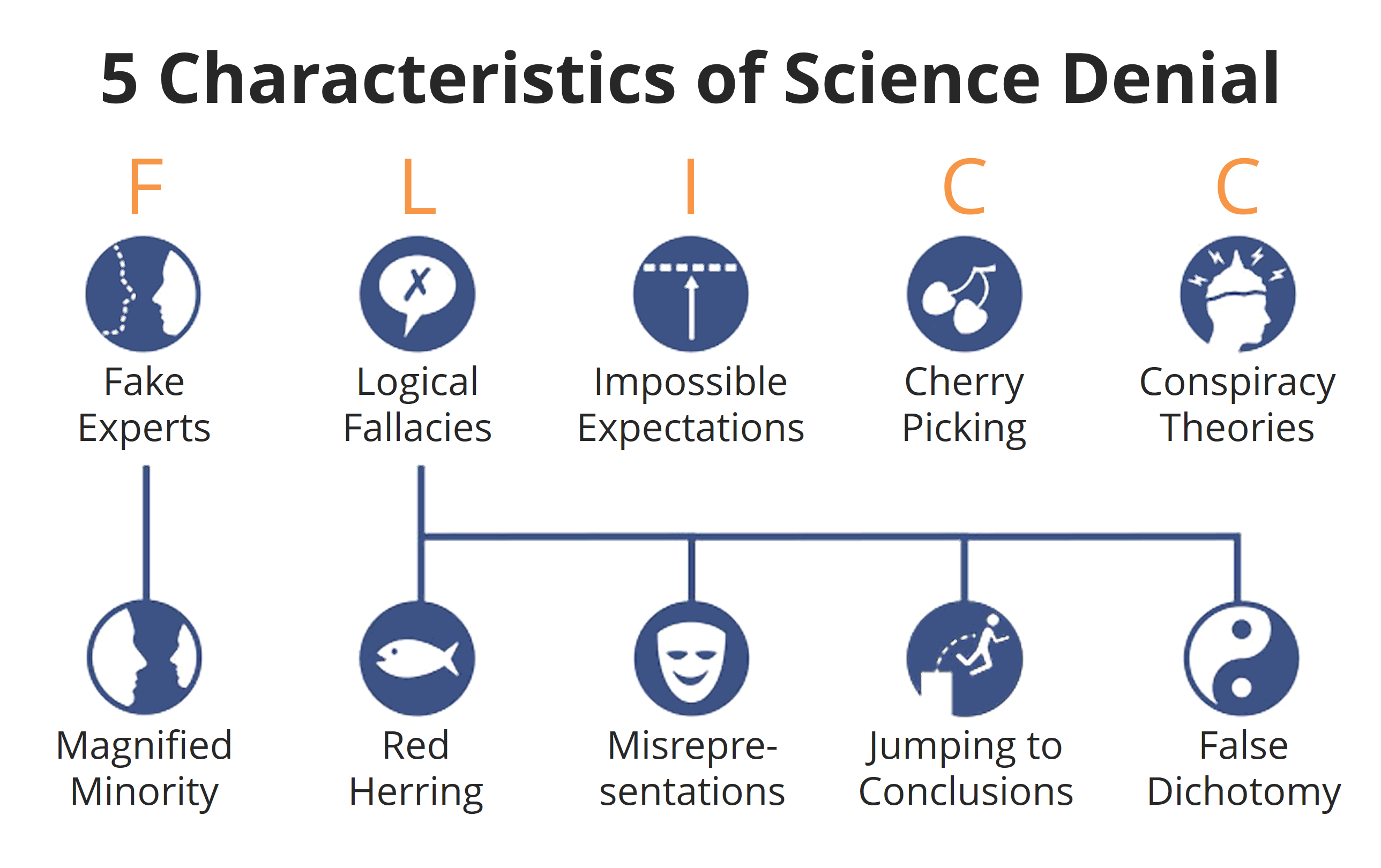
خصائص إنكار العلم: الخبراء المزيفون ، المغالطات المنطقية ، التوقعات المستحيلة ، قطف الكرز ، نظريات المؤامرة.

تستدعي نظرية مؤامرة الاحتباس الحراري الادعاءات القائلة بأن الإجماع العلمي على الاحتباس الحراري يعتمد على المؤامرات لإنتاج بيانات مُتلاعب بها أو مُستخدمة لقمع المعارضة. وتُعد واحدة من بين العديد من الأساليب المستخدمة في إنكار تغير المناخ لمحاولة إضفاء الشرعية على الجدل السياسي والعام الذي يشكك في هذا الإجماع. يزعم منظّرو المؤامرة عادةً أنه من خلال أفعال سوء السلوك المهني والإجرامي في جميع أنحاء العالم، اختُرع العلم الكامن وراء الاحتباس الحراري أو شُوّه لأسباب أيديولوجية أو مالية.

## الخلفية
وفقًا لما ذكرته اللجنة الدولية للتغيرات المناخية (آي بي سي سي)، فإن العامل المساهم الأكبر في الاحتباس الحراري هو زيادة نسبة ثنائي أكسيد الكربون في الغلاف الجوي (CO2) منذ عام 1750، الناتج بشكل خاص من احتراق الوقود الأحفوري، وصناعة الإسمنت، وتغيرات استخدام الأراضي مثل إزالة الغابات. يذكر تقرير التقييم الخامس للهيئة للجنة الدولية للتغيرات المناخية (إيه آر 5) ما يلي:
كُشف عن التأثير البشري في رفع درجة حرارة الغلاف الجوي والمحيطات، والتغيرات في دورة الماء العالمية، وتناقص مساحة الغلاف الجليدي، والمتوسط العالمي لارتفاع منسوب البحار، والتغيرات في بعض ظروف الطقس المتطرف. تطورت هذه الأدلة على التأثير البشري منذ تقرير التقييم الرابع للهيئة للجنة الدولية للتغيرات المناخية. من المحتمل للغاية (95-100 %) أن يكون التأثير البشري هو السبب الرئيسي في ظاهرة الاحتباس الحراري الملحوظة منذ منتصف القرن العشرين. - ملخص تقييم مجموعة العمل الأولى الخامس للهيئة للجنة الدولية للتغيرات المناخية لصانعي السياسات.
أقرت الأكاديميات العلمية الوطنية لجميع الدول الصناعية الكبرى بالدليل بأن الاحتباس الحراري سببه التأثير البشري. لا تحتفظ أي هيئة علمية ذات مكانة وطنية أو دولية برأي رسمي مخالف للنتائج الموجزة للجنة الدولية للتغيرات المناخية.
على الرغم من هذا الإجماع العلمي حول تغير المناخ، فقد ادُعي بأن العلماء والمؤسسات المشاركة في أبحاث الاحتباس الحراري جزء من مؤامرة علمية عالمية أو منخرطين في خدعة. كانت هناك ادعاءات بسوء الممارسة العملية، ولا سيما في الجدل الدائر حول بريد وحدة الأبحاث المناخية الإلكتروني («بوابة المناخ»). حققت ثماني لجان في هذه الادعاءات ونشرت تقارير، ولم يعثر أي منها على أي دليل على الاحتيال أو سوء السلوك العلمي. وذكر تقرير موير راسل أن «صدق العلماء ونزاهتهم بصفتهم علماء ليس موضع شك»، وأن المحققين «لم يجدوا أي دليل على سلوك قد يمس استنتاجات تقييمات اللجنة الدولية للتغيرات المناخية»، ولكن كان هناك «نمط ثابت من الفشل في إظهار درجة الانفتاح المناسبة». حافظ الإجماع العلمي على نتيجته في أن النشاط البشري هو السبب في حدوث الاحتباس الحراري، دون أي تغيير في نهاية التحقيقات.

## تصورات خيالية
تصف رواية حالة الخوف لمايكل كرايتون، التي نُشرت في ديسمبر عام 2004، مؤامرة من العلماء وغيرهم لخلق حالة من الذعر العام حول الاحتباس الحراري. تتضمن الرواية 20 صفحةً من الحواشي، وصفها كرايتون بأنها أساس واقعي لعناصر غير محبوكة للقصة. في خطاب لمجلس الشيوخ في 4 يناير 2005، وصف إينهوف كرايتون عن طريق الخطأ بأنه «عالم»، وقال إن تصوير الكتاب الخيالي للمنظمات البيئية «يركز في المقام الأول على جمع الأموال، وبشكل أساسي من خلال إخافة المساهمين المحتملين عبر ادعاءات علمية وهمية وتنبؤات بنهاية العالم بأسره»، وهو مثال على« فن محاكاة الحياة».

## ادعاءات

### ادعاءات رئيسية

#### مؤامرات مدعاة من قبل علماء يقبلون حقيقة الاحترار العالمي
- بيانات عليمة مزيفة: في 2002، بعدما انتقد كلايف هاميلتون مجموعة لافوازييه، نشر تحالف كولر هيدز (تحالف الرؤوس الأبرد) مقالًا يدعم نظرية مؤامرة مجموعة لافوازييه القائلة إن مئات علماء المناخ عدلوا نتائجهم لدعم نظرية تغير المناخ لحماية تمويل أبحاثهم.[13] في 2007، كتب جون كولمان تدوينةً يدعي فيها أن الاحتباس الحراري العالمي أكبر خدعة في التاريخ. كتب: «أصبحت جامعاتنا معزولةً إلى حد كبير عن بقيتنا. هناك ثقافة وتوجهات وقيم وضغوط في الحرم الجامعي مختلفة إلى حد كبير.... جميعهم ينظرون إلى بقيتنا بتشكك، متأكدين من تفوقهم.... يعلم هؤلاء العلماء أنهم إذا أجروا الأبحاث ولم تكن النتائج منذرةً بالخطر بأي شكل، فإن الغبار سيتراكم على أبحاثهم على الرفوف وستعاني مسيراتهم البحثية.[14][15] ولكن إذا أجروا أبحاثًا تنذر بالخطر، سيصبحون معروفين ومحترمين ويتلقون جوائز علمية وستتدفق دولارات تمويل الأبحاث باتجاههم، والأخير بالتحديد أمر شديد الأهمية. لذا فعندما أجرى هؤلاء العلماء أبحاث تغير مناخي في أواخر تسعينيات القرن العشرين كانوا تواقين للخروج باستنتاجات ستكون مهمة وتحظى باهتمام واسع مؤديةً إلى المزيد من تمويل الأبحاث. كان من السهل عليهم التلاعب بالبيانات للخروج بالنتائج التي أرادوها لتصدر العناوين الصحفية وفي الوقت نفسهم دفع أجنداتهم البيئية قدمًا. ثم راجع زملاؤهم المماثلون لهم في التفكير من حملة شهادات الدكتوراه أعمالهم وسارعوا لتبنيها دون تشكيك».[16][17] ادعى منكرو التغير المناخي المتورطون في فضيحة المناخ في 2009 أن الباحثين زوروا البيانات في منشوراتهم البحثية وقمعوا منتقديهم للحصول على تمويل أكبر (أي من أموال دافعي الضرائب). يدعي بعض منكري التغير المناخي أن ليس هناك إجماع علمي على التغير المناخي، ويدعون أحيانًا أن أي دليل يظهر وجود إجماع علمي عو دليل مزيف. يدعي بعضهم حتى أن الحكومات استخدمت أموال المنح البحثية لتحوير العلم.[18]
- عملية مراجعة الأقران الفاسدة: يدعى أن عملية مراجعة الأقران للأوراق البحثية في مجال علم المناخ أفسدها سعي العلماء قمع المعارضة. كتب فريدريك سايتز مقالًا في صحيفة الوول ستريت في 1996 ينتقد فيه تقرير التقييم الثاني للهيئة الحكومية الدولية المعنية بتغير المناخ. وقد اشتبه بوجود فساد في عملية مراجعة الأقران، إذ كتب: «تكشف المقارنة بين التقرير المصادق عليه من قبل العلماء المساهمين والنسخة المنشورة أن تعديلات محورية أجريت بعد التقاء العلماء وقبولهم ما كان باعتقادهم النسخة الأخيرة المراجعة من قبل الأقران. كان العلماء يفترضون بأن الهيئة الحكومية الدولية المعنية بتغير المناخ ستخضع لقواعدها الخاصة – وهي مجموعة تشريعات يفترض أن تحكم أفعال الهيئة. لا يسمح أي مما ورد في قواعد الهيئة الحكومية الدولية المعنية بتغير المناخ لأي أحد بتغيير تقرير علمي بعد قبوله من لجنة المساهمين العلميين والهيئة الحكومية الدولية المعنية بتغير المناخ بكاملها».[19]

#### المؤامرات السياسية المدعاة
- بهدف حكم العالم: في خطاب ألقي أمام لجنة مجلس الشيوخ الأمريكي الخاصة بالبيئة والأشغال العامة في 28 يوليو 2003 بعنوان «علم تغير المناخ» ختم عضو مجلس الشيوخ الأمريكي جيمس إنهوفه (جمهوري، أوكلاهوما) بطرحه السؤال التالي: «مع كل الهستيريا، وكل الذعر، وكل العلم الزائف، أليس من الممكن أن يكون الاحترار العالمي الناتج عن النشاط البشري أكبر أكذوبة خدع بها الشعب الأمريكي على الإطلاق؟» وصرح أيضًا بأن: «بعض أجزاء عملية الهيئة الحكومية الدولية المعنية بتغير المناخ تحاكي محكمة على الطريقة السوفييتية، إذ تكون الوقائع محددة مسبقًا، وتتغلب فيها الإيديولوجية الصرفة على الوقائع الراسخة العلمية والتقنية».[20] اقترح إنهوفه أن مناصري اتفاقية كيوتو من أمثال جاك شيراك يسعون إلى حكم العالم. قال ويليام م. غري في 2006 إن الاحتباس الحراري العالمي أصبح قضية سياسية بسبب انعدام وجود أعداء عقب الحرب الباردة. وأضاف أن هدفه كان ممارسة التأثير السياسي، لمحاولة تقديم حكومة عالمية جديدة، وللسيطرة على الناس، مضيفًا: «لدي رؤية شيطانية لهذا». أنتج مارتين دوركين الوثائقي التلفزيوني خدعة الاحتباس الحراري العظيمة، وهو الذي دعا الاحتباس الحراري العالمي «صناعة عالمية مقدرة بعدة بلايين الدولارات، صنعها مناصرون للبيئة من المتعصبين ضد الصناعة» في صحيفة واشنطن تايمز في 2007 قال إن فيلمه سيغير التاريخ، تنبأ بأن «الفكرة بأن أثر الدفيئة هي السبب الأساسي وراء الاحتباس الحراري العالمي ستعتبر هراءً تامًا خلال خمس سنوات».[21]